# Athanase Negoiță
Athanase Negoiță (n. 3 iulie 1903, Seaca, Teleorman, România – d. 1994, București, România) a fost un preot și teolog
creștin ortodox, orientalist și traducător român. A tradus texte însemnate cuneiforme, hitite, arameice, feniciene - canaaniene și ebraice în limba română.

## Biografie
Athanase Negoiță a făcut studiile medii la Liceul „Sf. Haralambie” din Turnu Măgurele, și apoi la Seminarul Central teologic  din București, pe care l-a absolvit în 1926 cu diferență de liceu și bacalaureat. Între anii 1926-1930 a urmat Facultățile de Teologie și de Litere ale Universității din București. După licența în teologie și în litere, a primit titlul de doctorul în teologie în anul 1932 cu o teza despre prorocul Nahum.
Între anii 1930-1932 a studiat în Palestina studii de specializare în Vechiul Testament la “École Biblique et Archéologique Française" din Ierusalim. Întors în patrie, a fost între anii 1933-1938 conferențiar suplinitor de studii biblice la Facultatea de Teologie din București, în 1939 asistent la catedra de exegeză a Vechiului Testament, din anul 1940 cu definitivat.
După hirotonire în anul 1933, Între anii 1933-1936 a slujit ca diacon, iar între 1936-1994 ca preot la biserica  „Sfinții Ioachim și Ana - Foișorul de Foc”, din București. În anii 1947-1948 a fost profesor suplinitor la catedra de exegeza Vechiului Testament, iar între anii 1948-1952 lector de limba ebraică la Institutul Teologic Universitar din București, fiind înlocuit cu preotul Mircea Chialda din Caransebeș, care ulterior a devenit profesor.
Negoiță a fost membru al Asociației Orientaliștilor din România. 
A publicat în primele decenii de activitate o serie de lucrări despre Vechiul Testament. Negoiță a fost pentru o perioadă, unicul cunoscător al scrierii cuneiforme în România. În anii 1970-1990 a publicat în seria Bibliotheca Orientalis studii privitoare la culturi ale Orientului Antic - feniciană, asiro- babiloniană, hitită, conținând traduceri în limba română ale textelor semițiilor antici și ale hitiților, și despre manuscrisele de la Marea Moartă și la data serbării Paștilor.
Din cauza calității sale de preot, în anii regimului comunist cărțile publicate de Editura Științifică și Enciclopedică în seria Bibliotheca Orientalis nu menționau numele autorului pe copertă, ci numai, cu discreție, în interiorul volumelor. Această situație s-a corectat după căderea regimului comunist în 1989. Athanase Negoiță a colaborat, între altele în acea vreme cu medicul și orientalistul Constantin Daniel, care a semnat studii introductive în mai multe din cărțile menționate.
Athanase Negoiță a avut o atitudine deschisă, de toleranță și stimă în raport cu adepții altor culturi și culte religioase. După propria sa mărturie, comunicată de istoricul israelian Lucian-Zeev Herșcovici, în anii prigoanei antievreiești din timpul regimului Antonescu, din însărcinarea lui Gala Galaction a predat alimente trimise de acesta unor familii evreiești aflate în nevoie din cauza persecuțiilor.. Ulterior, după jumătatea anilor 1950 a fost un cititor și contribuitor al Revistei Cultului Mozaic din România. În anii 1976 și 1981 în ciuda diferențelor ideologice-teologice, a împărtășit cunoștințele sale despre Țara Sfântă și arheologia biblică în cadrul unui seminar pentru viitori pastori ai Bisericii Penticostale.
Athanase Negoiță a încetat din viață în anul 1994 și a fost înmormântat la cimitirul mănăstirii Cernica.

## Selecție de cărți și articole
- 1932 - Prorocul Nahum, teză de doctorat
- 1935 Codul lui Hammurapi
- 1935 Negoiță diacon dr. T. – Sabbathul Vechiului Testament, Studiu de Arheologie Biblică – tipografia „Fântâna darurilor” str. 13 septembrie, 74 (1935)
- 1936 Metoda misionară a profeților Vechiului Testament
- 1940 - Psaltirea în cultul Bisericii Ortodoxe
- 1944 - Sabathul Vechiului Testament
- 1944 -  Psalmii biblici și psalmii babilonieni
- 1944 - Cunoști tu Tara Sfântă?
- 1946 - Elemente de gramatică ebraică
- 1972 -  Calendarul mozaic și Paștile creștine, în Glasul Bisericii, în.  XXXI, 1972, nr. 11 - 12, p.1199-1214;
- 1977 -  Paștile la data fixă.  Noi inițiative, în Biserica Ortodoxă Română, an.  XCV, 1977, nr. 5 - 6, p. 350 – 356.
- 1975 - Gândirea asiro-babiloneană în texte , Editura Științifică și Enciclopedică
- 1979 - Gândirea feniciană în texte, Editura Științifică și Enciclopedică
- 1986 - Gândirea hitită în texte, Editura Științifică și Enciclopedică
- 1991 - Monumentul istoric Oborul Vechi- monografia bisericii Sfinții Ioachim si Ana din București, Editura Litera
- 1992 - cu Constantin Daniel - Teologia biblică a Vechiului Testament, Editura „Credința noastră”
- 1993 - Manuscrisele eseniene de la Marea Moartă - Editura Științifică
- 1993 - Noul Testament și manuscrisele de la Qumran Studiu critic (Le Nouveau Testament et les manuscrits de Qumrân. Étude

critique), Editura Stephanus, Bucarest
- 2006 - Istoria religiei Vechiului Testament

Negoiță a publicat studii în revistele teologice: Studii Teologice, Biserica Ortodoxă Română, Glasul Bisericii, Mitropolia Ardealului, Mitropolia Banatului, Mitropolia Olteniei , în Raze de Lumină, Amvonul, Fântâna Darurilor, precum și două studii în Studia et Acta Orientalia, 1977 și 1980,  abordând mai ales subiecte de arheologie biblică